# Kalle Paananen
Kaarlo „Kalle“ Paananen (6. března 1910 – 1998) byl finský rychlobruslař.
Na finských šampionátech startoval od roku 1931. Na mezinárodní scéně debutoval v roce 1933, kdy také dosáhl svého největšího úspěchu, neboť si z tehdejšího Mistrovství Evropy přivezl bronzovou medaili. Téhož roku obsadil třetí místo i na finském mistrovství. Zúčastnil se Mistrovství světa 1934 a Mistrovství Evropy 1935, v nichž však nepostoupil do závěrečného závodu na 10 000 m. Poslední start absolvoval v roce 1938.